# Jimmy Anak Ahar
Jimmy Anak Ahar, född 3 november 1981, är en friidrottare från Brunei. Han deltog vid olympiska sommarspelen 2004.